# Disillusioned (film, 1912)
Disillusioned est un film muet américain réalisé par Hobart Bosworth et sorti en 1912.

## Fiche technique
- Réalisation : Hobart Bosworth
- Scénario : Hobart Bosworth
- Production : William Selig
- Dates de sortie : 
  -  États-Unis : 13 février 1912

## Distribution
- Hobart Bosworth : le cow-boy
- Fred Huntley
- Nick Cogley
- Herbert Rawlinson
- Al Ernest Garcia
- Wallace MacDonald
- George Hernandez
- Betty Harte
- Anna Dodge
- Eugenie Besserer
- Bessie Eyton
- Camille Astor